# Дивлинський заказник
Дивлинський — лісовий заказник місцевого значення. Об'єкт розташований на території Лугинського району Житомирської області, ДП «Лугинське ЛГ», Дивлинське лісництво, кв. 25, 26.
Площа — 220,4 га, статус отриманий у 1991 році.